# Iberlauf
Iberlauf - potiče iz nemačkog jezika (das Überlaufventil) i označava prelivni ventil. Zapravo, iberlauf predstavlja odušak bloka motora i ima ga svaki SUS motor (motor sa unutrašnjim sagorevanjem). Unutar bloka motora dolazi do kretanja delova (radilice, klipova) koje dovodi do promene zapremine unutrašnjosti motora, stvarajući pritisak. Pored toga, ulje koje se zagreva stvara još veći pritisak u motoru. Iberlauf služi tome da oslobodi unutrašnjost motora tog pritiska, dakle to je drugi auspuh. To je malo gumeno crevo povezano sa filterom vazduha, uljna isparenja i vruć vazduh koji iz njega izlaze usisavaju se natrag u motor i "povoljno" utiču na njegov rad.